# I Like America & America Likes Me
‘I Like America & America Likes Me’는 잉글랜드의 인디 록 밴드 The 1975의 노래이다. 밴드의 세 번째 정규 음반 “A Brief Inquiry into Online Relationships”의 여덟 번째 곡으로 수록되어 있다. 노래는 Z세대, 미국의 총기 사용과 죽음 불안에 대해 다루고 있다.
노래의 제목은 1974년 요제프 보이스의 나는 아메리카를 좋아하고 아메리카는 나를 좋아한다에서 따온 것이다.
싱글 컷되지는 않았지만, 빌보드 핫 록 송 차트에 44위, 뉴질랜드 톱 40 차트에 29위까지 올라갔다.

## 작곡
이 노래는 힙합 템포에 오토튠, R&B 사운드가 들어가 있다. 일부 음악 저널리스트는 이 노래의 사운드가 트랩 같다고 표현하였다.

## 가사 비디오
2019년 1월 18일, The 1975는 가사 비디오를 공개하였다.

## 차트
| 차트 (2018-19)                      | 최고 순위 |
| ----------------------------------- | --------- |
| 뉴질랜드 (리코디드 뮤직 NZ)         | 24        |
| 미국 핫 록 & 얼터너티브 송 (빌보드) | 36        |